# Jewry Wall
Jewry Wall – mur będący pozostałością po rzymskiej łaźni publicznej, znajdujący się w Leicester, w hrabstwie Leicestershire, w środkowej Anglii. Został wzniesiony w II w. n.e. W średniowieczu przekształcono go we fragment muru będącego ogrodzeniem kościoła św. Mikołaja. W I połowie XX wieku przeprowadzono w jego pobliżu badania archeologiczne. Obecnie znajduje się pod opieką organizacji English Heritage. Znajduje się na liście zabytków klasy I.

## Historia
Mur jest ostatnią widoczną pozostałością po istniejącym w miejscu dzisiejszego Leicester rzymskim mieście Ratae Corieltauvorum. W starożytności był fragmentem ściany frontowej łaźni publicznych, zbudowanych około 160 roku n.e. W średniowieczu niemalże cały budynek został rozebrany celem pozyskania surowca, zaś pozostawiony sobie ostatni fragment muru posłużył jako zachodnie ogrodzenie terenu przeznaczonego kościołowi św. Mikołaja. Był on wówczas określany mianem Świątyni Janusa. Uważano, iż w starożytności stanowił on zachodnią bramę miasta. W 1722 roku William Stukeley na swojej mapie Leicester jako pierwszy określił mur mianem Jury Wall. Nazewnictwo to upowszechniło się w XIX wieku. Pozostałości po rzymskich łaźniach i – co za tym idzie – pierwotne przeznaczenie muru zostały odkryte przypadkiem, gdy w 1936 roku próbowano na ich obszarze zbudować baseny pływackie. W latach 1936–1939 archeolog Kathleen Kenyon przeprowadziła w tym miejscu prace archeologiczne. W pobliżu muru w 1966 otwarto Jewry Wall Museum poświęcone odkryciom archeologicznym pochodzącym z czasów rzymskich, odkrytych na obszarze Leicester.

## Wygląd
Mur ma 9 metrów wysokości, co czyni go najwyższą kamienną pozostałością po rzymskich budowlach w Wielkiej Brytanii. Został wykonany z wielu rodzajów skał, w tym granitu i łupków sprowadzonych z lasu Charnwood, lokalnych piaskowców i cegieł używanych do wyrównywania kolejnych warstw materiału.